# عبدل لامانج
عبدل لامانج (انگلیسی: Abdel Lamanje؛ زادهٔ ۲۷ ژوئیهٔ ۱۹۹۰) بازیکن فوتبال اهل فرانسه است.
از باشگاه‌هایی که در آن بازی کرده‌است می‌توان به باشگاه فوتبال آتیراو، باشگاه فوتبال شینیک یاروسلاول، باشگاه فوتبال روتور ولگوگراد، و باشگاه فوتبال شاختار قراغندی اشاره کرد.